# Petit-duc à mèches noires
Megascops atricapilla
Espèce
Synonymes
- Strix atricapilla Temminck, 1822
(protonyme)
- Otus atricapillus (Temminck, 1822)
- Otus atricapilla (Temminck, 1822)

Statut de conservation UICN

 LC  : Préoccupation mineure
Statut CITES
Le Petit-duc à mèches noires (Megascops atricapilla) est une espèce d'oiseaux de la famille des Strigidae.

## Répartition
Cette espèce vit en Argentine, au Brésil et au Paraguay.